# Blakea hispida
Blakea  hispida es una especie de planta de flores perteneciente a la familia  Melastomataceae. Se encuentra en  Ecuador.  Su hábitat natural son las montañas húmedas subtropicales o tropicales.  

## Distribución y hábitat
Es un arbusto epifítico nativo de Ecuador, donde se conocen 14 colonias en las laderas este de los Andes. La mayoría se encuentran cerca de Mera-Puyo-Macas y a lo largo de los ríos  Pastaza y Bobonaza. Dos colonias fueron descubiertas en 1990 cerca de Miasi, en el valle del Río Nangaritza. No se conoce la existencia de especies en las áreas protegidas de Ecuador, pero se tienen esperanzas de encontrarla en el Parque nacional Sangay y el Parque nacional Sumaco Napo-Galeras. Considerada "Rara" por la IUCN en 1997 (Walter and Gillett 1998).

## Taxonomía
Blakea  hispida fue descrito por Friedrich Markgraf y publicado en Notizblatt des Botanischen Gartens und Museums zu Berlin-Dahlem 15: 381. 1941.
Sinonimia
- Blakea hispida subsp. hispida[3]